# Tim Duncan
Timothy Theodore „Tim“ Duncan, známý jako The Big Fundamental (25. dubna 1976, Christiansted, Americké Panenské ostrovy) je bývalý americký profesionální basketbalista. Po 19 sezón (1997–2016) hrál v NBA za tým San Antonio Spurs. Hrál na pozici 4 nebo 5 a je považován za jedno z nejlepších vysokých křídel v historii basketbalu. V NBA drží několik rekordů. Je vysoký 211 cm a váží 124 kg. Vlastní americké občanství.

## Životopis
Tim se od mládí věnoval dvěma sportům: plavání (stejně jako jeho sestra, bronzová z LOH v Soulu 1988) a basketbalu. Když ale v jeho 17 letech zničil plavecký areál hurikán, začal se Tim věnovat basketbalu. Matce poté slíbil, že z něj bude profesionální hráč. Když mu bylo 20 let, nastoupil stipendijní studium na univerzitě Wake Forest, kde vyrostl ve velkého hráče. V draftu roku 1997 si ho vybrali zástupci texaského San Antonia jako první volbu. Svou nováčkovskou sezonu odehrál ve velkém stylu a na jejím konci získal NBA Rookie of the year Award, tedy cenu pro nejlepšího nováčka ligy. Následující sezonu zkrácenou výlukou slavil první titul v kariéře po vítězství 4-1 nad New York Knicks. Navíc získal svou první cenu MVP play-off.

## Dvě věže a dynastie Spurs
V týmu San Antonio Spurs se Duncan seznámil s hvězdným pivotem Davidem Robinsonem. Společně vytvořili dominantní podkošovou dvojici známou jako "dvě věže". Společně v roce 2003 ovládli play-off NBA a získali druhý prsten pro šampiona. Duncan navíc podruhé získal cenu pro MVP Finálové série. V této i předchozí sezoně (2002, 2003) navíc získal i nejprestižnější cenu ze všech, trofej pro nejužitečnějšího hráče celé soutěže. Byl na vrcholu sil a v podkošovém prostoru byl prakticky nezastavitelný. V dalších lichém ročníku, tedy 2005, se Spurs dostali opět do finále proti obhájci titulu Detroit Pistons. Duncanovy souboje s Rasheedem Wallacem a jeho jmenovcem Benem Wallacem se staly ozdobou finálové série, ve které v sedmi zápasech slavilo San Antonio svůj třetí titul a Duncan osobně už třetí trofej pro MVP Finálové série. To už bez Davida Robinsona, který po titulu v roce 2003 ukončil kariéru.
V roce 2007, tedy opět v lichý letopočet, hráli Spurs další finále NBA, tentokráte proti týmu Clevelandu Cavaliers, který vedla mladá hvězda LeBron James. Spurs přejeli Cavs v tzv. sweepu (4-0) na zápasy a získali čtvrtý titul. Tim sice tentokrát nezískal cenu MVP Finále, kterou po právu dostal Francouz Tony Parker, ale získal už 4. prsten šampiona slavné ligy.
V roce 2013 (shodou okolností opět lichém) se Spurs probojovali do finále NBA proti obhájci trofeje - Miami Heat. Celek postavený okolo tria hvězd LeBrona Jamese, Dwyana Wadea a Chrise Boshe svedl se Spurs napínavou bitvu na 7 zápasů, ve které nakonec Duncanovo mužstvo udolal a titul obhájil. Tim se tak pátého prstenu nedočkal. Co se nepovedlo tehdy, povedlo se o rok později v ročníku 2013/2014, kdy Spurs nejprve vyhráli Prezidentovu trofej pro vítěze základní části NBA, když vytvořili rekord 18 zápasů bez porážky v řadě. Následně pak v play-off vyřadili v 1. kole 4-3 na zápasy rivala z Dallasu, ve 2. kole vyhráli nad Portland Trail Blazers 4-1 a ve finále konference ukončili sezonu Oklahomě v poměru 4-2. Ve finále stejně jako před rokem vyzvali šampiony z Miami. Klíčovým momentem finále se stalo zranění superhvězdy LeBrona Jamese v 1. zápase. San Antonio využilo Jamesovy indispozice, ačkoli on sám nastoupil do všech zápasů finále. Během základní části si Duncan udržoval solidní čísla: 15,1 bodu, 9,7 doskoku, 3 asistence a 1,9 bloku na utkání. V play-off pak tradičně jeho výkonnost gradovala. V průměru dosahoval 16,3 bodu na zápas, a výrazně tak přispěl k zisku pátého titulu pro klub i sebe samotného. S pěti prsteny se vyrovnal Kobemu Bryantovi.
V srpnu 2014 oznámil pokračování kariéry a podepsal se San Antoniem smlouvu na 2 roky. Během své kariéry hrál 14krát prestižní Utkání hvězd, z toho 11krát v základní sestavě volené diváky po celém světě. Osmkrát byl v první pětce NBA, pětkrát ve druhé a dvakrát ve třetí. V obranném týmu NBA se objevil 10krát v prvním a 3krát ve druhém. Má 5 titulů v NBA, 3krát vyhrál MVP Finálové série a 2krát MVP celé ligy. V NBA proslavil číslo 21, které nosil po celou kariéru. Její ukončení oznámil v červenci 2016.

## Reprezentace
V roce 2000 kvůli zranění Achillovy šlachy přišel o hry v Sydney. V roce 2003 hrál na kontinentálním šampionátu a pomohl reprezentaci USA ke zlatu. Rok nato pak v řeckých Aténách hrál za slavný "Dream Team". Američanům se ale turnaj hrubě nepovedl a po porážkách od Portorika, Litvy a Argentiny v semifinále získali "pouze" bronzové medaile. Po hrách uzavřel svou mezinárodní kariéru.

## Hráčský profil

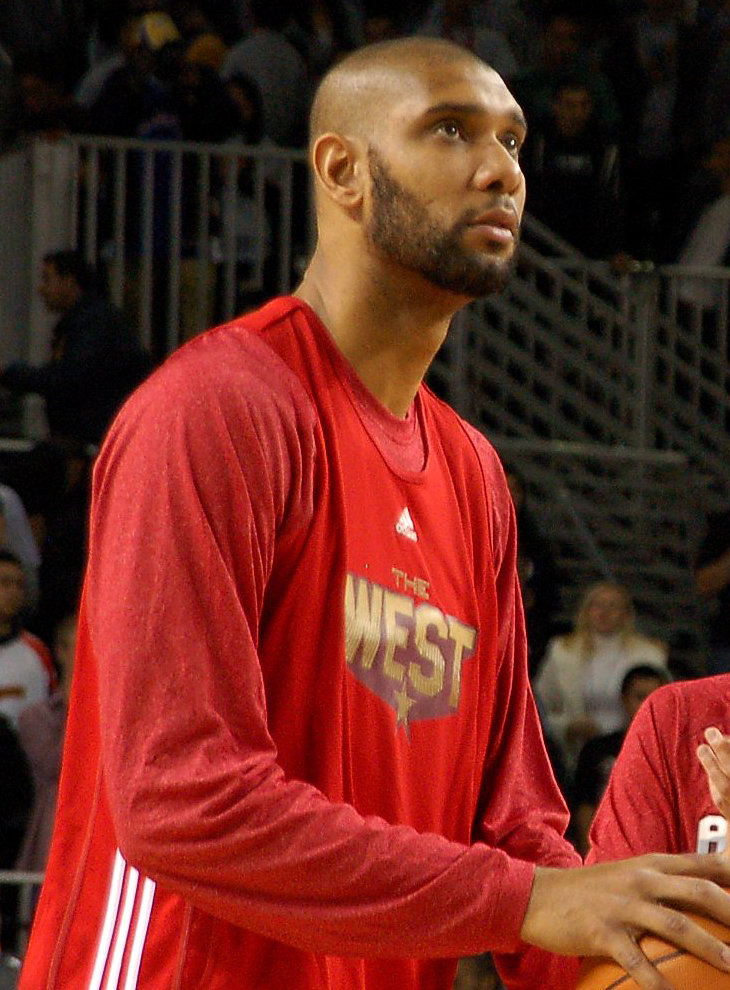
Tim Duncan při zápase hvězd NBA

Duncan byl všeobecně považován za jednoho z nejlepších hráčů na pozici 4 (v USA označované jako power forward) v historii basketbalu. Byl přirovnáván k legendárnímu Juliovi "Dr.J" Ervingovi. Jeho herní styl byl specifický, unikátní. Měl stabilitu a vynikající pohyby ve vymezeném území (tzv. post moves) v historii NBA. Velmi rád využíval při střelbě desku (glass). Jeho bank shot (střela o desku) se stala symbolem jeho hry. Kromě toho byl skvělým blokařem i obráncem. Jeho inteligence a schopnost zapojit se do kolektivní hry (velmi dobře také přihrával) z něj činila komplexního hráče a vynahrazovala nižší atletičnost a výskok, jakkoli mu smeče (dunky) nedělaly potíže. Zcela jistě se zařadil mezi legendy NBA. Je nejlepším střelcem historie Spurs a v play-off drží rekord pro nejvyšší počet bloků a tzv. double-double (dvojciferné číslo ve dvou sledovaných statistikách).

## Charita a mimo basketbal
Tim založil vlastní nadaci s názvem "Tim Duncan Foundation", která pomáhá dětem bez domova a lidem, které zasáhly přírodní pohromy. Pravidelně navštěvuje charitativní akce a přispívá na charitu.

## Osobní život
V roce 2001 se oženil s manželkou Amy, s níž má 3 děti. Pár se však již rozvedl. Má dvě sestry - Triciu a Cheryl. Doma má velkou sbírku nožů včetně dvoumetrového samurajského meče dovezeného z Japonska.